# مقاطعة جاكسون (فرجينيا الغربية)
مقاطعة جاكسون هي مقاطعة في فيرجينيا الغربية، بلغ عدد سكانها 29٬211  نسمة، في 2010، عاصمتها ريبلي، تبلغ مساحتها 1٬206 كيلومتر مربع.

## الموقع
تشترك في الحدود مع:
- مقاطعة وود (فرجينيا الغربية).